# Inséparable à tête grise
Agapornis canus
Espèce
Statut de conservation UICN

 LC  : Préoccupation mineure
Statut CITES
L'Inséparable à tête grise (Agapornis canus) est une espèce d'oiseau appartenant à la famille des Psittacidae.

## Description
Cet oiseau est le plus petit (13 à 15 cm) des inséparables avec l'Inséparable à collier noir. Comparé aux autres espèces du genre, il donne une impression de délicatesse aussi bien sur le plan de la morphologie (en relation avec un bec peu développé par rapport à la taille de la tête et des pattes plus minces) que du comportement.
Cette espèce présente un plumage à dominante verte et un net dimorphisme sexuel.
Le mâle se caractérise par la tête (avec parfois des nuances jaunâtres dans les régions périoculaires), la nuque, le cou et la poitrine gris. Il se distingue ainsi de la femelle plus uniformément verte. Les parties supérieures du mâle sont vert intense, les inférieures plus jaunâtres en particulier le ventre. Le croupion est vert herbe brillant. Le dessus des ailes est vert intense avec les rémiges noires tandis que leur dessous est brun noir. La queue verte est traversée par une bande subterminale noire bien visible. Une discrète bande latérale jaune orne les rectrices externes. La mandibule supérieure du bec est blanc bleuâtre et l'inférieure blanc rosé. Les iris sont bruns et les pattes gris clair.
Le plumage de la femelle est vert avec parfois des nuances brunes sur la tête. Le dessous des ailes est brun vert.
Les jeunes ressemblent beaucoup aux adultes mais présentent toutefois un plumage plus terne. Leur bec est jaunâtre avec des marques noires à la base de la mandibule supérieure, celles-ci s'estompent au fur et à mesure de la croissance pour disparaître à l'âge adulte lorsque le bec acquiert sa coloration définitive : un même phénomène s'observe chez l'Inséparable rosegorge. Chez les jeunes mâles, le capuchon gris est moins étendu que chez les adultes surtout vers la nuque où il vire au vert.

## Répartition
Cette espèce peuple Madagascar. Elle a été introduite sur certaines îles voisines.

## Sous-espèces
L'Inséparable à tête grise est représenté par deux sous-espèces :
- canus (Gmelin) peuplant une grande partie de Madagascar (à l'exception du sud-ouest) ;
- ablectaneus (Bangs) se distinguant de la forme type par la présence de nuances bleues sur les zones vertes du plumage et par une coloration moins jaune du ventre, le mâle ayant la tête gris plus sombre avec des nuances bleuâtres (tête apparaissant bleu violacé lorsqu'elle est mouillée) ; cette sous-espèce peuple le sud-ouest de Madagascar.